# اسکات براون (ژیمناست)
اسکات براون (ژیمناست) (به انگلیسی: Scott Brown (gymnast)) ژیمناست زادهٔ ۴ ژوئیهٔ ۱۹۸۳ میلادی اهل کشور استرالیا است.